# Varv
|  | Varv er også et populærgeologisk tidsskrift |
Varv er betegnelsen for et lagdelt sediment, der udviser en årstidsvariation. I Sverige er der etableret en såkaldt varvkronologi flere tusinde år tilbage i tiden.
Varv er blandt de mindste stratigrafiske enheder.